# Gyrostipula foveolata
Gyrostipula foveolata är en måreväxtart som först beskrevs av René Paul Raymond Capuron, och fick sitt nu gällande namn av J.-f.Leroy. Gyrostipula foveolata ingår i släktet Gyrostipula och familjen måreväxter.
Artens utbredningsområde är Madagaskar. Inga underarter finns listade i Catalogue of Life.